# Klipphausen
Klipphausen este o comună din landul Saxonia, Germania.